# Zamach stanu w Gabonie (2023)
Zamach stanu w Gabonie w 2023 roku – zamach stanu z 30 sierpnia 2023 roku. Do przewrotu doszło w wyniku napięć związanych z wyborami prezydenckimi w Gabonie z 26 sierpnia 2023 roku. Pucz odsunął od władzy prezydenta Gabonu Alego Bongo Ondimbę, który był głową państwa nieprzerwanie od 2009 roku.

## Geneza
Rodzina Bongo sprawowała władzę w Gabonie od 1967 roku. Omar Bongo, ojciec Alego Bongo Ondimby, był prezydentem państwa w latach 1967-2009. Po zwycięstwie w wyborach prezydenckich z 2009 roku władzę objął jego syn Ali Bongo Ondimba. Utrzymał się przy władzy po wyborach prezydenckich z 2016 roku, jednak już trzy lata później, w 2019 roku, doszło do nieudanej próby zamachu stanu w celu obalenia prezydenta. Kolejne wybory prezydenckie z 26 sierpnia 2023 roku obfitowały w wiele napięć społecznych i politycznych. Pojawiły się opinie, że w trakcie wyborów doszło do oszustwa. Po zakończeniu głosowania rząd odciął internet w całym państwie i wprowadził godzinę policyjną. W wyborach ostatecznie wygrał Bongo, otrzymując według Reuters 64,27% głosów. Wyniki wyborów zostały podane w nocy z 29 na 30 sierpnia.
W latach 2021–2023 doszło do kilku udanych zamachów stanu w innych państwach Afryki zachodniej i środkowej (maj 2021 – Mali, wrzesień 2021 – Gwinea, styczeń i wrzesień 2022 – Burkina Faso, lipiec 2023 – Niger). W okolicznych państwach wciąż przeżywano ten ostatni przewrót. Podobnie jak w przypadku obalonego prezydenta Nigru, Mohameda Bazouma, prezydent Ali Bongo Ondimba utrzymywał bardzo przyjazne stosunki z Francją, od której to Gabon (tak jak i Niger) uzyskał niepodległość w 1960 roku. Taka postawa nie podobała się sporej części społeczeństwa. W części francuskich kolonii coraz większe wpływy zaczęła zyskiwać Rosja.

## Zamach stanu
Przewrót rozpoczął się nad ranem 30 sierpnia 2023 roku, gdy dotychczasowy prezydent Ali Bongo Ondimba został zatrzymany w swojej rezydencji. Władzę pad państwem przejęła armia, a w szczególności generałowie Gwardii Republikańskiej. Według relacji świadków podczas zamachu słychać było strzały w centrum Libreville. Prezydent wraz z jednym ze swych synów zostali aresztowani. Zdymisjonowany został dotychczasowy premier Alain Claude Bilie By Nze, co spowodowało powstanie wakatu na tym stanowisku.
Po zamachu stanu junta wojskowa ogłosiła w telewizji, że objęła władzę, zamknęła granice państwa i rozwiązała wszystkie instytucje państwowe (senat, rząd, trybunał konstytucyjny, organ wyborczy, zgromadzenie narodowe), a prezydent przebywa w areszcie domowym. Jeden z oficerów w przemówieniu powiedział:  „W imieniu narodu gabońskiego postanowiliśmy bronić pokoju, kładąc kres obecnemu reżimowi". Obalony prezydent zaś w nagranym przez siebie filmie apelował, by jego zwolennicy „podnieśli głos".
Ogłoszono, iż pełniącym obowiązki prezydenta państwa został Brice Clotaire Oligui Nguema, wcześniejszy dowódca gwardii prezydenckiej. Wcześniej niesiono go w geście triumfu na rękach po ulicach stolicy państwa.

## Późniejsze wydarzenia

### 31 sierpnia
Doszło do spotkania ministrów spraw zagranicznych krajów Unii Europejskiej, z szefem MSZ Ukrainy Dmytro Kulebą, jego odpowiednikiem z obalonego rządu Nigru Hassoumi Massoudou, oraz przewodniczącym komisji ECOWAS Omarem Touray w Toledo w Hiszpanii. Obiektami rozmów były rządy junty wojskowej w Nigrze, zamach stanu w Gabonie i inwazja Rosji na Ukrainę. Według informacji Reuters na spotkaniu zdecydowano się wspólnie potępić pucz.

### 1 września
Unia Afrykańska zebrała się na specjalnym spotkaniu, po którym poinformowała na platformie X o zawieszeniu Gabonu w prawach członka do czasu "przywrócenia konstytucyjnego porządku w kraju".

### 2 września
Rzecznik junty ogłosił, że podjęto decyzję o otwarciu granic kraju. Brice Clotaire Oligui Nguema w specjalnym orędziu telewizyjnym stwierdził, że rozwiązanie gabońskich instytucji państwowych było "tymczasowe". W odpowiedzi na apele opozycji wzywające do przekazania władzy cywilom, powiedział „przeprowadzenie wyborów tak szybko jak to możliwe, nie oznacza organizowania wyborów ad hoc, w przypadku których popełnimy te same błędy”.

### 4 września
Generał Nguema został oficjalnie zaprzysiężony na stanowisko głowy państwa, wezwał również do przyjęcia nowej konstytucji kraju w drodze referendum. Obiecał również "przeprowadzenie wolnych, przejrzystych i wiarygodnych wyborów", oraz poinstruowanie przyszłemu rządowi uwolnienie więźniów politycznych.

### 6 września
W telewizyjnym orędziu, rzecznik junty Ulrich Manfoumbi ogłosił uwolnienie prezydenta Bongo z aresztu domowego. Decyzja zapadła z powodu stanu zdrowia obalonego przywódcy, który według słów Manfoumbiego "może udać się za granicę na badania lekarskie".

### 7 września
Generał Nguema ogłosił w telewizyjnym orędziu nominowanie na stanowisko premiera Raymonda Ndonga Simy.

### 19 września
Wspólnota Narodów zadecydowała o częściowym zawieszeniu Gabonu w prawach członka. Przywódcy grupy wezwali juntę do jak najszybszego przeprowadzenia wyborów.

## Reakcje

### Reakcja społeczeństwa
Podobnie jak w przypadku zamachu stanu w Nigrze, obalenie profrancuskiego rządu spotkało się z pozytywną reakcją ogółu mieszkańców. W stolicy państwa, Libreville, odbyły się marsze świętujące zmianę ustroju. Część analityków zauważa, iż tak duże poparcie dla przewrotu spowodowane jest ciągła obecność profrancuskich przywódców-dyktatorów w tym państwie.

### Reakcje zagraniczne
Według części analityków poparcie dla obalonego rządu udzielone przez większość innych państw ogranicza się do potępienia puczu, a szanse na znaczące wsparcie dla obalonego prezydenta z zagranicy są znikome. Sporo państw pomimo potępienia przewrotu wyraża wątpliwości co do prawidłowego przebiegu wyborów.
- Chiny[21] – Wang Wenbin wezwał do pokojowego rozstrzygnięcia gabońskiego konfliktu w drodze dialogu między oboma stronami.
- Dżibuti[22] – Ismail Omar Guelleh, prezydent Dżibuti od 1999, potępił zarówno pucz w Gabonie, jak i narastającą ostatnio tendencję zamachów stanu w Afryce.
- Egipt[23] – państwo oświadczyło, że uważnie obserwuję sytuację w państwie, a egipskie Ministerstwo Spraw Zagranicznych wezwało strony do troski o bezpieczeństwo Gabonu i zachowanie w nim stabilności.
- Francja[24] – rzecznik rządu Francji powiedział, iż jego państwo potępia przewrót w Gabonie. Wciąż na terenie Gabonu stacjonuje blisko 400 francuskich żołnierzy, jednak w wyniku zamachu wpływy Francji w regionie drastycznie zmalały[23].
- Gwinea Równikowa[25] – w czasie szczytu ECCAS, 5 września prezydent Gwinei Równikowej Teodoro Obiang Nguema Mbasogo wyraził zaniepokojenie wpływem zamachu stanu w Gabonie na bezpieczeństwo i pokój w regionie.
- Kamerun[22] – w reakcji na zamach stanu w Gabonie prezydent sąsiedniego Kamerunu od 1982, Paul Biya, dokonał zmian na wielu stanowiskach dowódczych w armii, chcąc zabezpieczyć się przed ewentualnym puczem w swoim państwie.
- Kanada[23] – podobnie jak wiele innych państw Kanada wyraziła zaniepokojenie sytuacją w tym regionie oraz wezwała do „szybkiego i pokojowego" powrotu cywilnych rządów demokratycznych.
- Niemcy[26] –  30 sierpnia rzecznik Ministerstwa Spraw Zagranicznych po zamachu w imieniu Niemiec stwierdził: „Z niepokojem śledzimy wydarzenia w Gabonie i monitorujemy sytuację w ścisłej współpracy z naszymi partnerami”. Aczkolwiek w wydanym specjalnie oświadczeniu państwo to stwierdziło, że krytyka wobec sposobu przeprowadzenia wyborów jest w uzasadniona.
- Nigeria[23] – rzecznik prezydenta Nigerii, Boli Tinubu, przekazał wyrażaną przez głowę państwa troskę o sytuację w regionie oraz zapowiedział ciągłe monitorowanie sytuacji w państwie.
- Polska[3] – Ministerstwo Spraw Zagranicznych już 30 sierpnia wyraziło zaniepokojenie sytuacją w Gabonie.
- Republika Środkowoafrykańska[27] – prezydent Faustin-Archange Touadéra stanął na czele delegacji ECCAS mającej na celu "szybki powrót do porządku konstytucyjnego". 5 września spotkał się z puczystami.
- Rwanda[22] – w reakcji na pucz prezydent Rwandy od 2000, Paul Kagame, „przyjął rezygnację” wielu dowódców i oficerów z rwandyjskiej armii.
- Stany Zjednoczone[28] –  Departament Stanu wyraził zaniepokojenie obecną sytuacją w państwie, a rzecznik departamentu powiedział: „Pozostajemy zdecydowanie przeciwni przejęciom wojskowym i niekonstytucyjnemu przekazywaniu władzy”.
- Unia Europejska[3] – Josep Borrell 30 sierpnia ogłosił, że planowane jest spotkanie ministrów spraw zagranicznych państw członkowskich, mające na m.in. celu zajęcie się sytuacją w Gabonie. Do spotkania doszło 31 sierpnia w Toledo[18]. Podczas spotkania zdecydowano wspólnie potępić przewrót[9].
- Unia Afrykańska[10] – organizacja "zdecydowanie potępiła" przewrót, stwierdzając, że był on "rażącym naruszeniem" prawnych instrumentów Unii.
- Wielka Brytania[20] – Państwo przyznało, iż obawy związane ze sfałszowaniem wyników ostatnich wyborów są uzasadnione.
- Wspólnota Gospodarcza Państw Afryki Środkowej[29][30] – 31 sierpnia organizacja potępiła przewrót, zaś w specjalnym oświadczeniu wezwała Gabon do "szybkiego powrotu do konstytucyjnego porządku". Wspólnota zwołała też wtedy specjalne posiedzenie głów państw członkowskich i szefów rządów. 5 września ECCAS zawiesiła Gabon w prawach członka[25], tego samego dnia delegacja organizacji na czele z prezydentem Faustinem-Archange Touadérą spotkała się z puczystami[27].